# 和歌山県立和歌山交通公園
和歌山県立和歌山交通公園（わかやまけんりつわかやまこうつうこうえん）とは、和歌山県和歌山市西18番地の1にある公園である。
施設は和歌山県が所有し、財団法人和歌山県交通安全協会が指定管理者として管理や運営を行っている。

## 概要
1975年に開園した。
公園は和歌山県警察本部交通センター（運転免許試験場）に隣接しており、両施設を一体的に交通センターと呼ぶこともある。交通公園では、参加体験型の施設であり、参加体験を通じて交通安全教育を学ぶことができる。

## 施設
公園は、西側「交通教室会場」「交通遊園広場」、中央「休憩広場」、東側「ちびっこ広場」から成る。「交通教室会場」は主に公園事務所として利用されている。
「交通遊園広場」では、遊具のほか交通信号機や道路標識が設置された広場で、交通教育の場としても活用できる。
「ちびっこ広場」は主に子供向けの遊具が設置されている広場であるが、2016年9月より和歌山県道13号和歌山橋本線の改良に伴う橋脚設置工事のため、遊具が撤去され、更地となっている。
開園当時より園内を8字型に一周するゴーカートが設置されていた。しかし公園利用者数の低下に伴う不採算の維持費を理由に、2004年3月31日に廃止された。廃止後は、歩行者専用道路標識が設置され、遊歩道として利用された。2018年現在は、旧ゴーカートの発着場付近の空間を利用し、子供用バッテリーカーが運営されている。
前記の橋脚設置工事に伴い、東側の旧ゴーカート遺構は撤去された。遊歩道としての立ち入りもできない。
「交通遊園広場」の北側には、南海平野線（1980年廃止）で走っていた電車モ217が静態保存されている。屋根のない状態で保存されているため、劣化は激しい。休日は解錠され車内も見学できる。

## アクセス
- 和歌山県和歌山市西18-1
- 和歌山電鐵貴志川線 交通センター前駅下車すぐ